# Stadion Start w Lidzie
Stadion Start – wielofunkcyjny stadion w Lidzie, na Białorusi. Został otwarty w 2013 roku. Może pomieścić 2960 widzów. Jest jednym z dwóch obiektów domowych (obok stadionu Junactwa) klubu FK Lida.
Budowa stadionu rozpoczęła się w 1979 roku, kiedy kierownictwo miejscowej fabryki butów, wspierającej również lokalny klub piłkarski, postanowiło skorzystać z przedolimpijskiego programu rozwoju infrastruktury sportowej. Po igrzyskach w Moskwie fundusze jednak odcięto i stadion nie został ukończony, a niedoszły obiekt sportowy zamieniono w targowisko, choć boisko było wykorzystywane przez piłkarzy do treningów. Dokończenia budowy stadionu podjęto się przed dożynkami w 2010 roku. Prac nie udało się ukończyć na czas, ale wiosną 2013 roku obiekt był w pełni gotowy. Odtąd, razem ze stadionem Junactwa, obiekt pełni rolę domowej areny dla klubu FK Lida. Stadion posiada trybuny wzdłuż boiska, po obu jego stronach, mogące łącznie pomieścić 2960 widzów (w tym 1440 miejsc jest zadaszonych). Obiekt wyposażony jest w boisko z syntetyczną nawierzchnią, sztuczne oświetlenie oraz tartanową, 6-torową (8-torową na głównej prostej) bieżnię lekkoatletyczną. Za północnym łukiem bieżni mieści się budynek administracyjny, południowy łuk okala wał ziemny pozbawiony trybun. W ramach kompleksu obok stadionu powstało również kryte lodowisko oraz obiekt mieszczący pod jednym dachem halę sportową, basen, salę gimnastyczną, saunę i siłownię.